# Гриньковский сельский совет (Глобинский район)
Гриньковский сельский совет (укр. Гриньківська сільська рада) — входит в состав
Глобинского района
Полтавской области
Украины.
Административный центр сельского совета находится в 
с. Гриньки.

## История
- 1920 — дата образования.

## Населённые пункты совета
- с. Гриньки
- с. Тимошовка